# Rudi Daum
Rudi Daum (* 7. Januar 1925 in Pressig; † 29. September 2019 in Stockheim) war ein deutscher Politiker (CSU).
Daum machte zunächst eine verwaltungsmäßige Grundausbildung bei der Stadt Kronach. Er beantragte am 19. Januar 1943 die Aufnahme in die NSDAP und wurde zum 20. April desselben Jahres aufgenommen (Mitgliedsnummer 9.340.971). Daum war im Kriegsdienst tätig und zwei Jahre Kriegsgefangener. 1946 trat er in den Bayerischen Staatsdienst beim Landratsamt Kronach ein, später legte er die Aufstiegsprüfung für den gehobenen Verwaltungsdienst ab. Daum war vor allem im kommunalen Bereich tätig.
Daum war Mitglied des Gemeinderats von Stockheim und Mitglied des Kreistags von Kronach, von 1966 bis 1974 war er 1. Bürgermeister von Stockheim. Ferner war er Bezirksvorsitzender der Jungen Union Oberfranken, Kreisvorsitzender des Bayerischen Gemeindetags und stellvertretender Vorsitzender des CSU-Bezirksverbands Oberfranken. Von 1970 bis 1990 war Daum Mitglied des Bayerischen Landtags. Er wurde stets direkt im Stimmkreis Kronach gewählt.